# Charles Farncombe
Charles Farncombe est un chef d'orchestre britannique, né à Londres le 29 juillet 1919 et mort à Londres le 30 juin 2006.

## Biographie
Diplômé en 1951 de la Royal Academy of Music, il fonde en 1955 la Handel Opera Society (HOS) avec laquelle il révèle de nombreux opéras de Haendel, battant en brèche dans la capitale le monopole germanique en matière d'opéra baroque. Il révèle également dans ce répertoire de jeunes cantatrices, telles Joan Sutherland en 1957, ou Janet Baker en 1959.